# Saturniini
Los saturninos (Saturniini) son una tribu de lepidópteros ditrisios de la familia Saturniidae. Son mariposas de tamaño grande y tienen una envergadura de alas que varía de los 7,5 cm hasta los 15 cm.

## Géneros
De acuerdo a BioLib, se reconocen 18 géneros:
| - Actias - Agapema - Antheraea - Ceranchia - Chrysodesmia - Copaxa - Cricula - Lemaireia - Lemaireodirphia | - Loepa - Neodiphthera - Neoris - Opodiphthera - Pararhodia - Perisomena - Rhodinia - Saturnia - Syntherata |